# Palm Island Shire
Koordinaten: 18° 44′ S, 146° 34′ O

Das Aboriginal Shire of Palm Island ist ein lokales Verwaltungsgebiet (LGA) im australischen Bundesstaat Queensland. Das Gebiet ist 72 km² groß und hat etwa 2400 Einwohner.

## Geografie
Das Shire liegt vor der Ostküste des Staats im Korallenmeer etwa 220 km südlich von Cairns und 1170 km nördlich der Hauptstadt Brisbane. Es besteht aus der Hauptinsel, der Great Palm Island, und mehreren kleineren Inseln.
Neben der Hauptsiedlung Palm Island an der Westseite der Hauptinsel gibt es noch drei weitere kleine Siedlungen im Shire.

## Geschichte
Die Inselgruppe wurde von James Cook 1770 auf seiner Entdeckungsreise benannt. 1918 wurde Palm Island als Umsiedlungsort für eine durch einen Zyklon zerstörte Siedlung am Hull River gewählt und später kamen Aborigines aus vielen anderen Gebieten hinzu. Auf der Insel, die bis 1986 unter behördlicher Verwaltung stand, gab es immer wieder Unruhen und Aufstände. 2005 wurde Palm Island als Aboriginal Shire unter lokale Selbstverwaltung gestellt.

## Verwaltung
Der Palm Island Council hat fünf Mitglieder. Der Mayor (Bürgermeister) und vier weitere Councillor werden von allen Bewohnern des Shires gewählt. Die LGA ist nicht in Wahlbezirke unterteilt.